# 水辺
水辺（みずべ）とは、水面に近接した岸の周辺をさす。
河川、湖沼、湿原、海浜の水辺などがある。なお、海浜は水辺と呼ぶよりも海辺か海岸と呼ぶ場合が多い。

## 解説
水辺には砂浜、岩場、干潟、藻場、葦原、水辺林（河畔林・渓畔林）、マングローブ林、塩性湿地、汽水域など多様な環境が含まる。
近年では水生生物や鳥類などの生息域としての水辺地帯はエコトーンと呼ばれ、積極的に自然環境を保護・保存し、ビオトープのように人工的に回復・復元されるようになっている。
独特の生物が色々いる上、多くの場合、陸上動物は水辺に水を飲みに来るので、絶好の観察ポイントである。